# Коча Поповић
Константин Коча Поповић (Београд, 14. март 1908 — Београд, 20. октобар 1992), познат под партијским именом Пера и обавештајним Гроф, био је југословенски политичар, дипломата, филозоф и песник, јунак социјалистичког рада и народни херој Југославије, цинцарског порекла. Учествовао је у Шпанском грађанском рату и Народноослободилачкој борби, у периоду од 1945. до 1953. обављао је функцију Начелника Генералштаба ЈНА, од 1953. до 1965. функцију Савезног секретара за иностране послове СФРЈ, a од 1966. до 1967. функцију Потпредседника СФРЈ.

## Биографија

### Детињство, школовање и рана младост
Рођен је 14. марта 1908. године у Београду, од оца Александра (1869—1932), богатог индустријалца, и мајке Руже, рођене Здравковић (1875—1963). Његов деда по мајци је био генерал Краљевине Србије и академик Стеван Здравковић. Имао је једног брата, Николу, и пет сестара — Мару, Јелисавету, Ксенију, Татјану и Оливеру. Као дечак једно време је са породицом живео у Швајцарској, од 1912. до 1921. године, где је стекао основно образовање у школи једног Доминиканског самостана, у околини Лозане. Ту је научио француски језик, да свира клавир, а певао је и у хору као солиста, и као основац пропутовао Швајцарску певајући соло арије на мисама у црквама.
По повратку у новостворену Краљевину Срба, Хрвата и Словенаца, Поповић се уписао у београдску Трећу мушку гимназију, у којој је матурирао 1926. године, а као одличан ученик био је ослобођен полагања усмених испита. У међувремену, све активније се бави боксом и пливањем. По завршетку гимназије, отишао је на одслужење војног рока. Завршио је Школу резервних артиљеријских официра Војске Краљевине Југославије у Сарајеву 1927. године, а исте године произведен је у чин резервног артиљеријског потпоручника.
После завршетка служења војске, поново одлази у Швајцарску, па затим у Француску, где на париској Сорбони студира најпре правне науке, а потом и филозофију и дипломира 1931. године. Тамо се прикључује надреалистичким круговима и постаје близак пријатељ Андреа Бретона и Жана Коктоа. Од тада па до рата 1941. године бавио се писањем поезије, књижевном публицистиком и филмском критиком. У време студија, интензивно је посећивао психијатријску болницу „Света Ана” у Паризу, с обзиром да се доста интересовао за психоанализу и дело Зигмунда Фројда. Тада је написао и текст Записи из луднице. Академску 1931/1932. годину, Коча Поповић провео је у Немачкој, у Франкфурту, на продуженим студијама психоанализе и филозофије.
Од своје ране младости усвојио је марксистички поглед на свет и пружао подршку радничком покрету, иако је потицао из богате буржоаске породице. У војсци је због тога био прогањан од стране монархистичког режима. Током студија у Паризу, 1929/1930. године, активно се укључио у студентски друштвено-политички живот и учествовао у демонстрацијама против фашистичких организација. У Комунистичку партију Југославије (КПЈ) примљен је 1933. године, после чега је још интензивније наставио своју револуционарну делатност, због чега је стално био изложен прогонима полиције, а више пута је био и хапшен.

### Шпански грађански рат
Од јула 1937. године борио се у Шпанском грађанском рату, прво као борац, затим као начелник Штаба, па командант артиљеријског дивизиона, када је добио чин поручника Шпанске републиканске армије. Око две године учествовао је у свим борбама артиљеријских јединица Интернационалних бригада, на свим бојиштима републиканске Шпаније, до њене последње битке — битке за Мадрид.
После слома Шпанске републиканске армије, Коча Поповић, заједно са осталим борцима Интернационалних бригада, прелази у Француску. Због учешћа у Шпанском грађанском рату интерниран је, па март и април 1939. године проводи у логору Сен Сипријен (фр. Saint Cyprien). Једно време радио је у Комитету за шпанске борце у Паризу. Септембра 1939. преко партијских веза враћа се из Француске у Југославију, где је наставио своју револуционарну активност, извршавајући задатке које му је постављала Комунистичка партија Југославије.

### Народноослободилачка борба
Оружану борбу против фашизма започету у Шпанији наставља у редовима Војске Краљевине Југославије као командант трупе пуковске коморе у чину артиљеријског поручника. Заробљен је код Ивањице у априлу 1941. године, али је одмах побегао из заробљеништва.
Учесник је Народноослободилачке борбе од јула 1941. године. Био је командант Космајског партизанског одреда. Након тога је командант Посавског партизанског одреда. Под његовом командом ови одреди су водили бројне битке и извојевали многе успехе у лето и јесен 1941. године. Са дужности команданта Посавског одреда постављен је за команданта групе одреда у Шумадији и западној Србији.
Новембра 1941. командовао је заштитницом која је обезбеђивала повлачење Врховног штаба НОПОЈ-а и главнине партизанских снага према Санџаку, у време Прве непријатељске офанзиве. Приликом формирања Прве пролетерске ударне бригаде, прве регуларне јединице НОВ и ПОЈ, у Рудом 21. децембра 1941. године Коча Поповић је постављен за првог команданта. За време читавог рата брижљиво је водио свој дневник који је изашао након рата под именом „Дневник о ратном путу Прве пролетерске бригаде“. Под његовом командом бригада је водила борбе у источној Босни, извршила чувени Игмански марш да би избегла уништење. Под његовом командом, бригада је извршила поход у Босанску крајину. Првог новембра 1942. Коча Поповић је постављен за команданта Прве пролетерске дивизије и на тој дужности је остао до 5. октобра 1943. године.
Дивизија се нарочито истакла у Четвртој непријатељској офанзиви: борбама које је водила на Иван-планини; противударом Главе оперативне групе код Горњег Вакуфа и у заштитници Групе и Централне болнице затварајући правце: Бугојно–Прозор и Купрес–Шујица–Прозор. У овој офанзиви му је пала непријатна улога да буде један од партизанских преговарача са Немцима у Горњем Вакуфу о прекиду непријатељства и размени заробљеника. Ови Мартовски преговори су остали забележени и по томе што је једино Коча Поповић преговарао под пуним именом и презименом, док су Милован Ђилас и Владимир Велебит користили лажна имена.
У Петој непријатељској офанзиви 9. и 10. јуна 1943. године Прва пролетерска дивизија пробила је обруч 369. немачке дивизије код Балиновца, 12. јуна на комуникацији Фоча-Калиновик и 17. јуна Прача-Реновица, чиме је отворила пут оперативној групи дивизија НОВЈ на Сутјесци. Али, овакав маневар стајао је великих људских губитака. После пробоја Поповић је скоро стигао до војног суда, јер је пробој учинио самоиницијативно, изгубивши комуникацију са Врховним штабом. За моменат се то сматрало кукавичлуком, тј. пробој из обруча је протумачен „као бежанија“.
Када су 1. маја 1943. године уведени први официрски чинови у НОВЈ, Коча Поповић, Коста Нађ и Пеко Дапчевић су тада постали генерал-мајори, а 1. новембра, генерал-лајтнанти. Петог октобра 1943. године, Поповић је постављен за команданта Првог пролетерског корпуса и на тој дужности остао је до краја јула 1944. године. За то време Корпус се нарочито истакао против немачког 15. брдског армијског корпуса у централној Босни; у првој бањалучкој операцији; дрварској операцији и у другим борбама.
Јула 1944. године постављен за команданта Главног штаба НОВ и ПО за Србију. То је било време када се тежиште борбених дејстава НОВЈ и свих других зараћених страна, преносило на Србију, пред одлучујућим биткама за њено ослобођење. Једно време био је командант Јужне групе дивизија, а јануара 1945. године постављен је за команданта Друге армије. У Штаб Друге армије су ушли још и генерал-мајор Радован Вукановић, као помоћник генерала Коче Поповића, пуковник Блажо Ломпар, као политички комесар армије и генерал-мајор Љубо Вучковић, као начелник Штаба армије. Армија се истакла у завршним операцијама за ослобођење Југославије, својим дејством у правцу: Ужице–Сарајево–Бањалука–Карловац–Загреб. Заједно са генералом Пеком Дапчевићем руководио је операцијом ослобођења југословенске престонице Београда октобра 1944. године.
За време Народноослободилачког рата (НОР), био је члан највиших политичких представништава Нове Југославије. Био је члан АВНОЈ-а од Првог заседања (1942. године), а Председништва АВНОЈ-а од Другог заседања, новембра 1943. године.

### Послератни период
После ослобођења Југославије, остао је у Југословенској народној армији (ЈНА) и од 15. септембра 1945. до 27. јануара 1953. године обављао дужност Начелника Генералштаба ЈНА. Чин генерал-пуковника добио је 16. децембра 1947. године. Активна војна служба му се завршила 27. априла 1953. и преведен је у резерву. Положај Начелника Генералштаба ЈНА препустио је још једном партизанском генералу, Пеку Дапчевићу. После завршетка војног службовања највише се посветио политичким пословима.
Био је посланик Уставотворне скупштине Демократске Федеративне Југославије и посланик Привремене народне скупштине Југославије. Од 1945. године непрекидно је биран за народног посланика Савезне народне скупштине и Народне скупштине НР Србије.
Од 15. јануара 1953. до 23. априла 1965. године био је члан Савезног извршног већа (СИВ) и Савезни секретар за иностране послове СФРЈ. Као секретар за иностране послове учествовао је у свим преговорима Југославије са многим земљама света. Коча Поповић је учествовао као шеф југословенских делегација на заседањима Генералне скупштине Организације уједињених нација (ОУН). Својом запаженом активношћу у ОУН-у и залагањем за принципе активне и мирољубиве коегзистенције много је допринео повећању угледа и афирмацији Југославије у свету. Заједно са Петром Стамболићем, председником СИВ-а и амбасадором у САД Вељком Мићуновићем је био члан делегације Југославије на сахрани Џона Ф. Кенедија, 25. новембра 1963. године.
Током 1966. и 1967. години обављао је функцију Потпредседника Републике. За члана Централног комитета Савеза комуниста Југославије биран је на Шестом, Седмом и Осмом конгресу СКЈ, а члан Председништва ЦК СКЈ постао је октобра 1966. године. Био је члан првог ЦК КП Србије, а на Деветом конгресу изабран је за члана Сталног дела Конференције СКЈ. Био је члан Савезног одбора СУБНОР-а Југославије, од 1966. до 1982. године Извршног одбора ССРН Југославије, Савета федерације и Савета народне одбране.
Из политичког живота се дефинитивно повукао 3. новембра 1972. године, после догађаја у Хрватској и Србији, тзв. чистке либерала, и отишао у пензију. Приликом прославе дана победе 9. маја 1985. године, Председништво СФРЈ је изнело предлог да се Коча Поповић и Пеко Дапчевић унапреде у чин генерала армије. Ово унапређење је била награда за њихово изузетно командовање армијским јединицама у завршним операцијама за ослобођење Југославије, међутим обојица су овај предлог одбила.
Поводом обележавања 70. годишњице ослобођења Београда, одлуком Скупштине града Београда, Загребачка улица у општини Савски венац од 18. септембра 2014. носи име Коче Поповића.

### Последња воља и смрт
Након што је имао мождани удар, пребачен је на Војномедицинску академију (ВМА), где је и преминуо 20. октобра 1992. године. Сахрањен је у Алеји заслужних грађана на Новом гробљу у Београду. Последња жеља му је била да на одру буде сам.
Своју последњу вољу, Коча Поповић је написао шеснаест година пре своје смрти, 26. септембра 1976. године. У њој је истакао да када умре „жели да буде спаљен, без икаквих церемонија и поворке, опроштајних говора, венаца и других почасти” које би му иначе следовале. Својом последњом вољом је желео „да сачува самопоштовање, као човек; сматрајући то највишом обавезом према људима и вредностима на којима је почивала снага и величина наше Револуције.”

## Приватни живот
Био је у браку са Вероником Вјером Бакотић (1912—2005) и од ње се, по наређењу партије,  развео после рата. Од 1946. године, живео је невенчано са Лепосавом Лепом Перовић (1911—2000), првоборцем из Бања Луке. Деце није имао.
До краја живота живео је у Београду, иако је доста времена проводио и у Дубровнику, у ком је последњи пут боравио лета 1991. године.

## Књижевност и публицистика
Мање је познато да се Коча Поповић, за време студија у Паризу, прикључио надреалистичком покрету. Познавао је уметнике из Бретоновог круга и одржавао комуникацију између београдске и француске групе надреалиста.
Са Ваном Бором, Робером Десносом и другим уметницима окупљеним око париског часописа Revue Du Cinéma (бр. 3). Године 1929. потписао је протест „Човек од укуса“. Писао је филмске критике и за лист Paris Soir. Био је сарадник београдског часописа 50 у Европи. Био је члан групе београдских надреалиста и један је од потписника манифеста.
Године 1931. са Марком Ристићем објавио је књигу „Нацрт за једну феноменологију ирационалног“. А од 1931. до 1932. сарађивао је у часопису Надреализам данас и овде. Тада је добио псеудоним Гроф који је касније користио у партизанима и током рата то му је било шифровано име.
Као публициста написао је више дела, међу којима су најзначајнија: 
- Дневник о ратном путу Прве пролетерске бригаде, 1946.
- За правилну оцену ослободилачког рата народа Југославије, 1949.
- Белешке уз ратовање, 1988.

## Одликовања
Одликован је бројним високим одликовањима СФР Југославије:
- Орденом слободе,
- Орденом народног хероја, којим је одликован 27. новембра 1953. године.
- Орденом јунака социјалистичког рада,
- Орденом народног ослобођења,
- Орденом ратне заставе,
- Орденом југословенске заставе са лентом,
- Орденом партизанске звезде са златним венцем (два пута),
- Орденом Републике са златним венцем,
- Орденом заслуга за народ за златном звездом,
- Орденом братства и јединства са златним венцем,
- Орденом за храброст,
- Партизанском споменицом 1941.

Одликовањем Краљевине Југославије:
- Орденом Југословенске круне петог реда.

Такође је одликован са многобројним иностраним одликовањима, а међу њима се истичу:
- Орден Астечког орла првог реда, Мексико
- Орден финске беле руже првог реда, Финска
- Орден Бурманске уније првог реда, Бурма
- Орден Вође првог реда, Авганистан
- Орден Два Нила првог реда, Судан
- Краљевски орден Ђорђа I првог реда, Краљевина Грчка
- Орден за заслуге првог реда, Аргентина
- Орден за заслуге првог реда, Чиле
- Орден за заслуге за Републику Италију првог реда, Италија
- Велики крст националног ордена јужног крста првог реда, Бразил
- Орден Кондора Анда првог реда, Боливија
- Командирски крст ослобођења Шпаније, Шпанска републиканска влада у егзилу
- Орден Легије части првог и трећег реда, Француска
- Орден Мађарске заставе првог реда, НР Мађарска
- Орден Манелика II првог реда, Етиопија
- Орден Народне слободе првог реда, НР Бугарска
- Орден Оранско-Насавског дома првог реда, Холандија
- Орден Републике првог реда, Египат
- Велика лента Орден Републике првог реда, Тунис
- Орден Светог Олафа првог реда, Норвешка
- Орден соватаре првог реда, Камбоџа
- Орден исландског сокола првог реда, Исланд
- Орден Суворова првог и другог реда, Совјетски Савез
- Орден Белог лава другог реда, Чехословачка
- Орден Гринвалдског крста другог реда,
- Орден Ослобођења четвртог реда,
- Златна звезда Чехословачког војног ордена "За Слободу",
- Златна медаља части града Атине,
- Чехословачки ратни крст 1939, Чехословачка
- Споменица крунисања краљице Елизабете друге, 1953, Уједињено Краљевство
- Споменица 20-годишњице победе у великом отаџбинском рату 1941—1945, Совјетски Савез

## Галерија
- Поручник Коча Поповић у униформи Југословенске војске
- Коча Поповић (четврти здесна, средњи ред) са артиљерцима батерије „Карл Либкнехт“ у Шпанији, 1937.
- Генерал Коча Поповић у Дрвару, 1944.
- Коча Поповић и Данило Лекић после битке на Сутјесци
- Коча Поповић, Пеко Дапчевић и Коста Нађ, 1944. године
- Коча Поповић са Титом
- Коча Поповић и Добривоје Видић на заседању Генералне скупштине ОУН
- Коча Поповић у позним годинама
- Гроб Коче Поповића у Алеји заслужних грађана на Новом гробљу